# عادلة رضا
عادلة رضا (مواليد 1986) هي سياسيّة ودبلوماسيّة أفغانيّة، تشغل حاليًا منصب المندوب الدائم لأفغانستان لدى الأمم المتحدة. عُيّنت في ديسمبر 2018 كأول سيدة تتولى هذا المنصب.

## النشأة والتعليم
حاصلة على بكالوريوس في العلاقات الدولية والعلوم السياسية والاقتصاد من جامعة سيمونز في بوسطن، وماجستير في القانون والدبلوماسية من جامعة تافتس. كانت أول أفغانية تحصل على تأشيرة H-1B1.

## الحياة العملية
عملت عادلة في بعثة الأمم المتحدة لمساعدة أفغانستان. من عام 2010 حتى عام 2013، وعملت مع منظمة تنمية دولية في الولايات المتحدة. وهي مناصرة للمساواة بين الجنسين وتعليم المرأة وحقوق الإنسان. كما عملت على مساعدة النساء على تطوير عمل مستدام والمشاركة في المجتمع.
في عام 2013، عُيّنت نائبة المتحدث الرسمي ومديرة الاتصالات للرئيس حامد كرزاي، وهي أول امرأة تتولى هذه المناصب. أصبحت رئيسة الموظفين في نوفمبر 2014 وعُيّنت نائبة لوزير الخارجية للتعاون الاقتصادي في مارس 2016 في سن 30. في مارس 2018، كانت عضوًا في وفد من النساء الأفغانيات لزيارة واشنطن العاصمة، حيث تحدثت عن الحاجة إلى المزيد من النساء في الحياة السياسية الأفغانية وضرورة اعتبار بقية العالم لهن شركاء، ولسن مجرد ضحايا أو متلقيات للمساعدات.
في 31 ديسمبر 2018، عينها الرئيس أشرف غني ممثلاً دائمًا لأفغانستان لدى الأمم المتحدة ، خلفًا للسفير محمود سيكال. وهي أول امرأة تشغل هذا المنصب. في مارس 2019، جرى اختيارها بالإجماع نائبة لرئيس لجنة الأمم المتحدة المعنية بممارسة الشعب الفلسطيني لحقوقه غير القابلة للتصرف.

## روابط خارجية
- AdelaRaz على تويتر.